# حسيك طويل الأوراق
حسيك طويل الأوراق (الاسم العلمي: Arrhenatherum longifolium) هو نوع نباتي يتبع جنس الحسيك من فصيلة النجيلية.